# Ichthyoxenus puhi
Ichthyoxenus puhi is een pissebed uit de familie Cymothoidae. De wetenschappelijke naam van de soort is voor het eerst geldig gepubliceerd in 1962 door Bowman.